# Regan Harrison
Regan Harrison, né le 25 novembre 1977 à Brisbane, est un ancien nageur australien spécialiste de la brasse. Champion du monde en 2001, il est également vice-champion olympique au sein de relais 4 × 100 m 4 nages.

## Carrière
S'entraînant à l'Australian Institute of Sport, Harrison fait sa première apparition internationale en 1999 à l'occasion des championnats pan-pacifiques 1999 organisés à Sydney. Il y remporte une médaille d'argent sur le 100 m brasse et termine quatrième du 200 m brasse. L'année suivante, il termine second aux championnats d'Australie ce qui lui permet de gagner sa sélection pour les Jeux olympiques de 2000.
Aux JO, le nageur termine au pied du podium lors de l'épreuve du 200 m brasse à seulement 15 centièmes de seconde du médaillé de bronze Davide Rummolo. Après la piètre performance de l'unique sélectionné australien sur le 100 m brasse Phil Rogers, l'entraîneur national Don Talbot décida de sélectionner Regan Harrison au sein du relais 4 × 100 m 4 nages australien. Alors aligné aux côtés de Matt Welsh, Geoff Huegill et Michael Klim, Harrison décroche la médaille d'argent derrière le quatuor américain qui bat le record du monde.
Après les championnats d'Australie 2001 lors desquels le nageur remporte l'or et l'argent sur les 200 et 100 m brasse, Harrison se qualifie pour les championnats du monde de Fukuoka. Malgré un nouveau record national, il ne termine que sixième du 200 m brasse et ne passe pas les séries du 100 m brasse. Lors du relais 4 × 100 m 4 nages, il décroche la médaille d'or avec Welsh, Huegill et Ian Thorpe. L'année 2002 est moins glorieuse puisque Harrison n'obtient au mieux qu'une septième place lors des jeux du Commonwealth de 2002 à Manchester. Il est par ailleurs écarté du relais 4 × 100 m 4 nages. Bien qu'il gagne les titres nationaux des 100 et 200 m brasse en 2003, ses temps ne lui permettent pas de rivaliser au niveau international. Il termine ainsi au-delà des vingt premiers nageurs aux mondiaux 2003 de Barcelone et est éliminé dès les séries du 200 m brasse lors des Jeux olympiques 2004 d'Athènes. Il prend sa retraite après cette seconde participation olympique.

## Palmarès

### Jeux olympiques
- Jeux olympiques de 2000 à Sydney (Australie) :
  -  Médaille d'argent au titre du relais 4 × 100 m 4 nages.

### Championnats du monde
- Championnats du monde 2001 à Fukuoka (Japon) :
  -  Médaille d'or au titre du relais 4 × 100 m 4 nages.

### Championnats pan-pacifiques
- Championnats pan-pacifiques 1999 à Sydney (Australie) :
  -  Médaille d'argent du 100 m brasse.